# Shin Kamen Rider (phim)
Shin Kamen Rider (シン・仮面ライダー Shin Kamen Raidā) (Tân Hiệp Sĩ Mặt Nạ) là một bộ phim siêu anh hùng tokusatsu của Nhật Bản do Hideaki Anno viết kịch bản và đạo diễn. Phần phim này được sản xuất để kỷ niệm 50 năm loạt phim Kamen Rider và là bản làm lại thứ 2 của bộ phim Kamen Rider gốc năm 1971 sau Kamen Rider: The First và Kamen Rider: The Next. Đây là dự án chuyển thể thứ ba từ dòng phim tokusatsu của Hideaki Anno, sau Shin Godzilla và Shin Ultraman.
Phim được công chiếu tại Nhật Bản vào ngày 17 vào tháng 3 năm 2023. Anno cũng có kế hoạch công chiếu quốc tế nhưng chưa ấn định ngày cụ thể.

## Nội dung
Một chàng sinh viên thông minh tên là Takeshi Hongo đã bị tổ chức SHOCKER bắt cóc và bị biến thành người máy châu chấu BATTA AUGMENT-01. Sau khi anh trốn thoát khỏi SHOCKER, chúng đã phái người máy SPIDER AUGMENT đi truy lùng Hongo và đồng minh của anh, Ruriko. Ruriko đã bị SPIDER AUGMENT bắt cóc, Hongo đã biến thân thành dạng người máy để cứu Ruriko và đến chỗ trốn bí mật. Ở chỗ trốn, cha của Ruriko là Hiroshi đã giúp Hongo trở về nhân dạng con người bằng cách dùng năng lượng parana. Không may sau đó, Hiroshi đã bị SPIDER AUGMENT giết chết. Hongo sau đó đánh bại SPIDER AUGMENT và tự gọi mình là Kamen Rider.
Hongo và Ruriko hợp tác với chính phủ Nhật Bản đi lùng và tiêu diệt những người máy của SHOCKER. Nhờ vào thông tin của 2 quan chức tên là Jiro Taki và Tobei Tachibana, Ruriko đã chạm trán BAT AUGMENT, hắn tính dùng một loại virus để điều khiển con người. Hongo và Ruriko cũng đã đánh bại BEE AUGMENT và cô ta có kế hoạch nô dịch nhân loại. Người của Jiro và Tobei cũng đã đánh bại được SCORPION AUGMENT nhưng lại bị một tên lãnh đạo SHOCKER - Ichiro, anh trai của Ruriko - giết chết.
Ichiro cử Hayato Ichimonji - BATTA AUGMENT-02 đi săn lùng Hongo và Ruriko. Ruriko đã giải phóng được Ichimonji khỏi cơn tẩy não. Không lâu sau Ruriko bị CHAMELEON MANTIS AUGMENT giết chết.
Sau khi Ichimonji tiêu diệt CHAMELEON MANTIS AUGMENT, anh cùng với Hongo đến trụ sở SHOCKER để đối đầu Ichiro,Trên đường đi họ chạm trán và tiêu diệt 11 BATTA AUGMENT khác (Shocker Rider). Sau khi gặp Ichiro (Kamen Rider 0), Ichimonji và Hongo phải chịu khổ sở vì năng lượng prana của Ichiro quá mạnh. Sau khi phá hủy chiếc ngai cũng là nguồn năng lượng của Ichiro, hắn ta dù yếu đi nhưng vẫn rất mạnh. Ichimonji đã phá hủy được nón của Ichiro. Sau đó Ichiro đã làm hòa được với em gái mình ở dạng ý thức. Ichiro bị tan biến và Hongo cũng bị ngay sau đó dưới sự chứng kiến của Ichimonji
Taki và Tachibana đã đọc thư của Hongo gửi cho Ichimonji, mong muốn anh tiếp tục sứ mệnh của Kamen Rider. Giờ đây, Ichimonji cùng với ý thức của Hongo (sống bên trong chiếc nón) tiếp tục đối đầu kẻ thù mới.

## Diễn viên
- Sosuke Ikematsu vai Takeshi Hongo, người sẽ biến thành người máy Batta Augment-01 hay Kamen Rider.[1]
- Minami Hamabe vai Ruriko Midorikawa[1]
- Tasuku Emoto vai Hayato Ichimonji, người sẽ biến thành người máy Batta Augment-02, Kamen Rider 02.[8]

Các vai phụ có sự tham gia của Shinya Tsukamoto, Toru Tezuka, Suzuki Matsuo, Nanase Nishino, Kanata Hongo, Shuhei Uesugi, Masami Nagasawa, Toru Nakamura, Ken Yasuda, Mikako Ichikawa, Toru Matsuzaka, Nao Omori, Yukata Takenouchi, Takumi Satoh, Mirai Moriyama.

## Sản xuất

### Đội ngũ sản xuất
- Hideaki Anno – Đạo diễn, biên kịch, ý tưởng thiết kế
- Katsuro Onoue – Trợ lý đạo diễn
- Ikki Todoroki – Trợ lý đạo diễn
- Shinichirō Shirakura – Nhà sản xuất
- Yutaka Izubuchi – Thiết kế
- Mahiro Maeda – Thiết kế
- Ikuto Yamashita – Thiết kế
- Atsuki Sato – Giám sát kỹ xảo hình ảnh
- Hiromasa Inoue – Kỹ xảo hình ảnh
- Masayo Ohno – Kỹ xảo hình ảnh
- Linto Ueda – Giám sát sản xuất hậu kỳ

Nguồn: Eiga.com

### Phát triển dự án
Anno lần đầu tiên đề xuất Shin Kamen Rider sau khi nói chuyện với nhà sản xuất Muneyuki Kii của Toei trong quá trình sản xuất Evangelion: 3.0 You Can (Not) Redo. Kế hoạch cho bộ phim bắt đầu vào năm 2015 với Anno là đạo diễn và biên kịch. Toei ban đầu nhắm đến việc phát hành vào năm 2021, năm kỷ niệm 50 năm loạt phim Kamen Rider; Tuy nhiên, việc sản xuất bị đình trệ do sự bùng phát của đại dịch COVID-19.
Bộ phim đã được công bố trong một cuộc họp báo vào ngày 3 tháng 4 năm 2021, kỷ niệm 50 năm tập đầu tiên của Kamen Rider 1971. Anno, người lớn lên với Kamen Rider năm 1971 đã bày tỏ sự ngưỡng mộ của mình đối với loạt phim và gọi nó là "kỷ nguyên sáng tạo" cùng với đó bày tỏ mong muốn "đền đáp bằng một cách nhỏ nào đó". Nhà sản xuất Shinichiro Shirakura đã tiết lộ poster teaser của bộ phim cũng như kế hoạch phát hành toàn cầu vào tháng 3 năm 2023.
Vào tháng 9 năm 2021, tài khoản Twitter chính thức của bộ phim thông báo kịch bản đã được hoàn thiện và quá trình quay sẽ sớm bắt đầu. Teaser đầu tiên đã được tiết lộ trong một cuộc họp báo vào ngày 30 tháng 9, cùng với việc thông báo kết quả tuyển chọn diễn viên vào vai chính là Ikematsu và Hamabe. Đoạn giới thiệu là sự tái hiện lại phần mở đầu của loạt phim gốc và tiết lộ thiết kế của Kamen Rider, chiếc mô tô Cyclone của anh ta và nhân vật phản diện là Spider Man. Một bức tượng về Kamen Rider đã được trưng bày tại Triển lãm Hideaki Anno, cùng với các bức tượng của Shin Godzilla và các nhân vật chính của Shin Ultraman.
Vào ngày 10 tháng 10, tài khoản Twitter chính thức của bộ phim đã tiết lộ rằng Hayato Ichimonji / Kamen Rider 02 sẽ xuất hiện trong phim. Vào ngày 1 tháng 1 năm 2022, có thông tin tiết lộ rằng Tasuku Emoto sẽ đóng vai Kamen Rider 02.
Quá trình quay phim kết thúc vào cuối năm 2021.

### Thiết kế
Phiên bản Kamen Rider của phim được thiết kế bởi Anno, Maeda và Ikuto Yamashita. Một số cách tiếp cận để hiện đại hóa thiết kế đã được xem xét, nhưng các nhà thiết kế cảm thấy họ đã làm quá giống các thiết kế trước đó như Kamen Rider: The First và Kamen Rider Black. Cuối cùng thiết kế đã được quyết định giữ lại thiết kế tổng thể của bộ đồ ban đầu năm 1971 và chỉ thay đổi một số chi tiết.
Yamashita cũng thiết kế cho Cyclone, xe mô tô của Kamen Rider. Việc sử dụng một chiếc xe hoàn toàn do máy tính tạo ra đã được đề xuất, nhưng cuối cùng bị từ chối do lo ngại về ngân sách. Nhà thiết kế nhận ra rằng sẽ không thể tái tạo trung thực hình bóng ban đầu của Cyclone bằng một chiếc xe hiện đại. Do đó, quá trình sản xuất tập trung vào việc tìm kiếm một phương tiện thiết thực phù hợp với các phân cảnh hành động trong phim. 
Yutaka Izubuchi, một nhà thiết kế kỳ cựu từng làm việc trong phần phim reboot trước là Kamen Rider: The First đã thiết kế Kumo Augment-01, hóa thân của Spider Man trong phim.

## Phát hành

### Marketing
Vào tháng 2 năm 2022, Toho, Khara, Toei và Tsuburaya Productions đã công bố một dự án hợp tác mang tên Shin Japan Heroes Universe. Dự án sẽ hợp nhất các bộ phim mà Anno đã sản xuất mang tên "Shin", chẳng hạn như Rebuild of Evangelion, Shin Godzilla, Shin Ultraman và Shin Kamen Rider.
Áp phích phát hành rạp và trailer thứ hai cũng như thông tin tuyển diễn viên bổ sung đã được công bố vào ngày 13 tháng 5 năm 2022, cùng với ngày công chiếu chính thức của Shin Ultraman.

### Công chiếu
Shin Kamen Rider được chiếu tại một số rạp phim tại Nhật Bản vào 6 giờ tối ngày 17 tháng 3 năm 2023 và được công chiếu rộng rãi trên toàn quốc vào ngày hôm sau.